# Bistum Borg

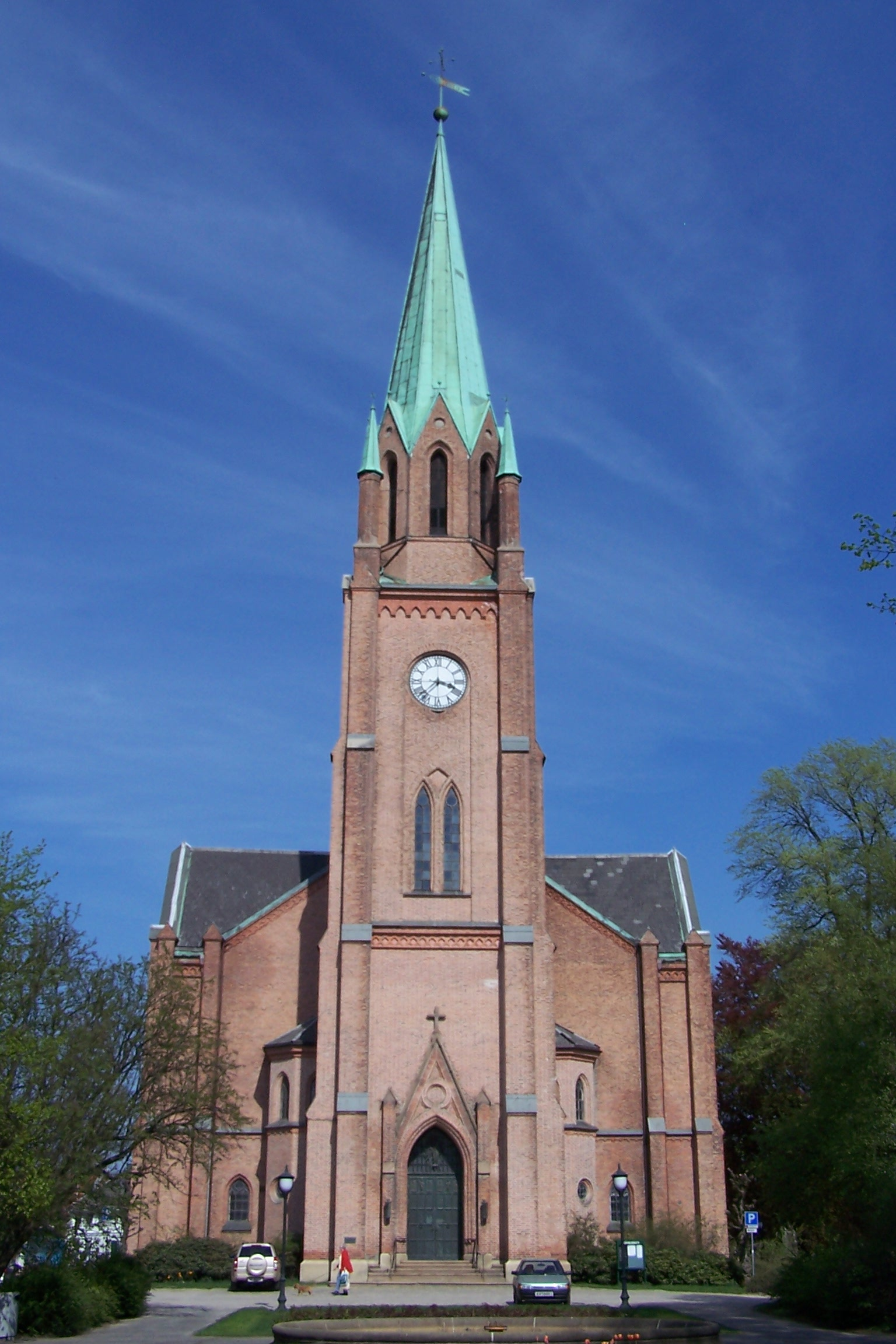
Dom zu Fredrikstad

Karte der lutherischen Bistümer in Norwegen

Das Bistum Borg (norwegisch: Borg bispedøme) ist eine der elf Diözesen der evangelisch-lutherischen Norwegischen Kirche. Als Bischof amtiert seit 2022 Kari Mangrud Alvsvåg (als Nachfolgerin von Atle Sommerfeldt). Die Kathedrale ist der Dom zu Fredrikstad.

## Geschichte
Das Bistum Borg wurde 1969 gegründet. Bis dahin hatte sein Gebiet, die Provinzen (Fylken) Østfold und Akershus (ohne die Kommunen Asker und Bærum, die beim Bistum Oslo blieben) zum Bistum Oslo gehört. Erster Bischof wurde Per Lønning.

## Umfang
Das Bistum umfasst 105 Kirchengemeinden in 9 Propsteien (norwegisch prosti). Mit 493 325 Gemeindegliedern (Stand 2017) ist es das mitgliederstärkste der norwegischen Bistümer.

## Bischöfe
1. Per Lønning 1969–1976
2. Andreas Aarflot 1976–1977
3. Gunnar Lislerud 1978–1990
4. Even Fougner 1990–1998
5. Ole Christian Kvarme 1998–2005
6. Helga Haugland Byfuglien 2005–2012
7. Atle Sommerfeldt 2012–2022
8. Kari Mangrud Alvsvåg seit 2022